# Julius Beutler
Pour les articles homonymes, voir Beutler.
Julius Beutler était un pilote de rallye allemand occasionnel.

## Palmarès
- Rallye automobile de Monte-Carlo: 1912 (2e édition), sur Berliet 16HP (une confortable berline 12 ch de 1 539 cm3, avec quatre personnes embarquées et un départ de Berlin, victorieuse malgré sa faible puissance).

Beutler partit de Berlin le 19 janvier pour 1 700 kilomètres et arriva le 22 janvier à minuit cinquante dans la principauté.
L'organisation médiocre de la gestion de course fit que l'épreuve fut purement et simplement annulée l'année suivante.